# Leptogomphus yayeyamensis
Leptogomphus yayeyamensis – gatunek ważki z rodziny gadziogłówkowatych (Gomphidae).